# Dundee United Football Club 2012-2013
Questa voce raccoglie le informazioni riguardanti il Dundee United Football Club nelle competizioni ufficiali della stagione 2012-2013.

## Stagione
- In Scottish Premier League il Dundee United si classifica al 6º posto (47 punti), tra Ross County e Hibernian.
- In Scottish Cup viene eliminato in semifinale dal Celtic (3-4).
- In Scottish League Cup viene eliminato ai quarti di finale dagli Hearts (1-1 e poi 4-5 ai rigori).
- In Europa League viene eliminato al terzo turno preliminare dai russi della Dinamo Mosca (2-7).

## Maglie e sponsor
| Casa | Trasferta |

## Rosa
| N. |                    | Ruolo | Calciatore          |
| -- | ------------------ | ----- | ------------------- |
| 1  | Polonia (bandiera) | P     | Radosław Cierzniak  |
| 2  | Irlanda (bandiera) | D     | Seán Dillon         |
| 3  | Scozia (bandiera)  | D     | Barry Douglas       |
| 4  | Scozia (bandiera)  | D     | Brian McLean        |
| 5  | Irlanda (bandiera) | D     | Gavin Gunning       |
| 6  | Irlanda (bandiera) | C     | Willo Flood         |
| 7  | Scozia (bandiera)  | A     | Johnny Russell      |
| 8  | Scozia (bandiera)  | C     | John Rankin         |
| 9  | Irlanda (bandiera) | A     | Jon Daly (capitano) |
| 10 | Irlanda (bandiera) | C     | Richard Ryan        |
| 11 | Scozia (bandiera)  | C     | Gary Mackay-Steven  |
| 12 | Scozia (bandiera)  | D     | Keith Watson        |
| 14 | Scozia (bandiera)  | C     | Mark Millar         |
| 15 | Scozia (bandiera)  | A     | Michael Gardyne     |

| N. |                        | Ruolo | Calciatore        |
| -- | ---------------------- | ----- | ----------------- |
| 16 | Scozia (bandiera)      | D     | Mark Wilson       |
| 17 | Svezia (bandiera)      | D     | Marcus Törnstrand |
| 18 | Scozia (bandiera)      | A     | Ryan Dow          |
| 19 | Inghilterra (bandiera) | A     | Rory Boulding     |
| 20 | Rep. Ceca (bandiera)   | A     | Miloš Lačný       |
| 21 | Slovacchia (bandiera)  | P     | Filip Mentel      |
| 23 | Scozia (bandiera)      | A     | Dale Hilson       |
| 25 | Scozia (bandiera)      | P     | Mark McCallum     |
| 27 | Scozia (bandiera)      | A     | Robert Thompson   |
| 30 | Scozia (bandiera)      | P     | Derek Dormick     |
| 33 | Scozia (bandiera)      | D     | Luke Johnston     |
| 38 | Scozia (bandiera)      | C     | Ryan Gauld        |
| 44 | Scozia (bandiera)      | D     | John Souttar      |
| 51 | Rep. Ceca (bandiera)   | C     | Rudolf Skácel     |

## Risultati

### Europa League
| Arbitro: | Marius Avram |

|                      |           |                          |
| Flood 37’ Watson 76’ | Marcatori | 50’ Semšov 90+3’ Kokorin |

| Arbitro: | Stefan Johannesson |

|                                                    |           |  |
| Semshov 2’ Kokorin 23’ Jusupov 40’ Sapeta 83’, 89’ | Marcatori |  |